# Tanque pesado T34 (Estados Unidos)
El T34 fue un prototipo de tanque pesado estadounidense. Se desarrolló a partir del tanque pesado T29 y el tanque pesado T30 en 1945, estando armado con un cañón antiaéreo modificado de 120 mm. Se le añadió planchas de blindaje adicionales a la parte posterior del resalte de la torreta como contrapeso para el pesado cañón T53 120 mm. Al ser considerado demasiado pesado, no entró en producción.

## Desarrollo
En 1945, los enfrentamientos con tanques pesados y cazatanques alemanes tales como el Tiger II y el Jagdtiger, dieron origen a un nuevo proyecto para contrarrestar estas nuevas amenazas. Fue construido sobre el mismo chasis que los anteriores tanques pesados T29 y T30, que era una versión alargada del chasis del T26E3.

## Ejemplares sobrevivientes
Uno de los dos prototipos construidos se encuentra en el Museo nacional de tanques y caballería de Fort Benning, Georgia.